# Wiązowa (województwo świętokrzyskie)
Wiązowa – wieś w Polsce położona w województwie świętokrzyskim, w powiecie kieleckim, w gminie Mniów.
| SIMC    | Nazwa         | Rodzaj    |
| ------- | ------------- | --------- |
| 0253652 | Wólka Dworska | część wsi |

W latach 1975–1998 miejscowość administracyjnie należała do województwa kieleckiego.
W Wiązowej urodził się Jan Zagleniczny, polski przemysłowiec, działacz społeczny, polityk, senator II kadencji w II Rzeczypospolitej.